# Atipični lični bol
Atipična facijalna bol, poznat i kao perzistirajuća idiopatska facijalna bol, neurološki je poremećaj koji predstavlja oblik kronične boli kod kojeg nije poznat uzrok i koji ne ispunjava u potpunosti uvjete za dijagnozu drugih medicinskih stanja kao što je trigeminalna neuralgija. Stanja koja su povezana s ovom vrstom kronične boli uključuju depresiju, anksiozne poremećaje i druge sindrome kronične boli poput fibromialgije. Kod mnogih bolesnika boli je prethodovao značajni psihološki stres.
Ovaj se poremećaj javlja u približno 1 – 2 % opće populacije i češći je u žena. Zbog svoje kompleksnosti pacijenti u prosjeku potraže pomoć sedam liječnika specijalista iako je liječenje slično kao kod atipičnog oblika neuralgije trigeminusa. Prije se smatralo da je ovo stanje psihološke prirode i da se javlja kao reakcija na "neurotične" poremećaje, ali danas stručnjaci smatraju da se radi o kompleksnom somatskom poremećaju koji ima neurološku (živčanu) podlogu, a okidači su najčešće psihološke traume koje s vremenom mogu izazvati centralnu senzitizaciju i druge promjene u kori velikog mozga.

## Liječenje
Liječenje ovog poremećaja je složeno te zahtijeva pažljivu individualnu terapiju. Bol se ublažava lijekovima, a psihoterapija uči pacijente da se nose s boli, što neposredno djeluje i na sâm intezitet boli. 

### Psihološke intervencije
Invazivni postupci nisu efikasni u liječenju atipične facijalne boli. Potreban je multidisciplinaran pristup liječenju. Uz edukaciju pacijenta i promjenu načina života, preporučuje se kognitivno-bihevioralna psihoterapija i biofeedback.

### Lijekovi

#### Antiepileptici
Možda i najefikasniji lijekovi su oni iz skupine antiepileptika, a uključuju pregabalin, gabapentin, karbamazepin i lamotrigin.

#### Antidepresivi
Postoje dokazi o učinkovitosti antidepresiva u liječenju atipične facijalne boli. Koriste se antidepresivi dualnog djelovanja (selektivni inhibitori ponovne pohrane serotonina i noradrenalina) poput amitriptilina, duloksetina i milnaciprana.
Postoje dokazi o učinkovitosti inhibitora ponovne pohrane noradrenalina i dopamina, odnosno bupropiona.

#### Ostali lijekovi
Za akutno ublažavanje boli i napetosti koriste se mišićni relaksansi sa središnjim djelovanjem poput baklofena te benzodiazepini poput klonazepama. Opioidi se koriste kao zadnja linija kod pacijenata rezistentnih na liječenje. Niska doza naltreksona pokazala se učinkovitom u liječenju nociplastične boli.